# Bistum Hazaribag
Das Bistum Hazaribag (lat.: Dioecesis Hazaribaganus) ist eine in Indien gelegene römisch-katholische Diözese mit Sitz in Hazaribag. Ihr Gebiet umfasst die Distrikte Hazaribagh, Kodarma und Chatra, außerdem den Distrikt Bokaro mit Ausnahme des östlichen Teils, der zum Bistum Jamshedpur gehört.

## Geschichte
Das Bistum Hazaribag wurde am 1. April 1995 durch Papst Johannes Paul II. mit der Apostolischen Konstitution Cum ad aeternam aus Gebietsabtretungen des Bistums Daltonganj errichtet und dem Erzbistum Ranchi als Suffraganbistum unterstellt. Erster Bischof wurde Charles Soreng SJ.